# Cynorkis graminea
Cynorkis graminea är en orkidéart som först beskrevs av Louis Marie Aubert Du Petit-Thouars, och fick sitt nu gällande namn av Rudolf Schlechter. Cynorkis graminea ingår i släktet Cynorkis, och familjen orkidéer. Inga underarter finns listade i Catalogue of Life.